# Bloodparade
Bloodparade ist eine argentinische Alternative-Metal-Band, die 2002 aus mehreren Metalbands der Szene in Buenos Aires gegründet wurde. Im Gegensatz zu den anderen Metalbands spielt die Band melodischen Metal.

## Geschichte
Ein Jahr nach Gründung der Band kam im Jahr 2003 Brenda J. Cuesta als Sängerin hinzu. 2004 produzierte die Band ein Demo mit vier Songs und einem Remix, der auch über Radio gesendet wurde. 2005 unterzeichnete die Band einen Vertrag mit dem argentinischen Musiklabel Icarus Music, das sich auf Metal spezialisiert hat. Im selben Jahr produzierte die Band ihr Debütalbum Pain Exposed. Zu dem Album entstanden zwei Videos, eine spanische Version des Songs Nevermore im Jahr 2005 und zu dem Song The Betrayal Looks At You ein Jahr später. 
2006 war die Band Supportact für Fear Factory, die im Obras Stadium in Buenos Aires ein Konzert gab. Die Band war Supportact für Bands wie Therion (2004), After Forever (2005), Paradise Lost (2005), Amduscia (2006), In Extremo (2006), Lacrimosa (2007) und eben Fear Factory. Im November 2006 veröffentlichte die Band eine EP mit vier Songs und zwei Musikvideos als Promotion für ihr zweites Album, das 2008 erschien.
Im Oktober 2007 flog Sängerin Brenda nach Deutschland um die EP Take My Blood der Band auf ihrer Tour zu promoten. Im April 2008 gab die Gruppe ein Konzert mit der niederländischen Band Within Temptation. Einen Monat später folgten Auftritte mit Tristania. Im Oktober 2008 veröffentlichte Bloodparade ihr zweites Studioalbum State of Trance beim argentinischen Label Icarus Music.
Am 27. November 2010 war die Gruppe Opener für Rammstein, die in der argentinischen Stadt Avellaneda spielte. Im März 2011 gab die Band auf ihrer Facebook-Präsenz bekannt, sich von ihrem Gitarristen Emiliano Telleria getrennt zu haben. Dieser wurde durch Claudio „El Pastor“ Filadoro ersetzt. Derzeit befindet sich Bloodparade im Studio und arbeitet am dritten Studioalbum.
Im Jahr 2015, sieben Jahre nach ihrem letzten Album State of Trance, erschien ihr drittes Album namens Euforia.

## Stil
Die Gruppe spielt Dark Rock, den die Gruppe mit Elementen der Elektronischen Musik, etwa dem Synth Rock, Aggrotech und Future Pop vermischt. Gerade im zweiten Album überwiegen die Elemente des Techno in einzelnen Songs, aber auch in manchen Songs des Debütalbums finden sich teilweise elektronische Parts wieder. Vereinzelt finden sich in der Gesangsweise auch Death-Metal-Einflüsse in den Songs von Bloodparade wieder. Bei Studioaufnahmen verzichtet die Gruppe auf einen Bassisten. Bei Live-Auftritten wird die Gruppe jedoch von einem Bassisten und drei Backgroundsängerinnen begleitet. 
Die Songs der Gruppe sind größtenteils in englischer Sprache, vereinzelt aber auch in spanischer Sprache verfasst.

## Diskografie
- 2004: Promo Demo (Demo)
- 2005: Pain Exposed (Album)
- 2006: Take My Blood (EP)
- 2008: State of Trance (Album)
- 2015: Euforia (Album, 2CD)